# Glide Wrapper
Ein Glide Wrapper ist eine Software, die es ermöglicht, eine andere 3D-Beschleuniger-Grafikkarte anstelle einer eigentlich notwendigen 3dfx-Grafikkarte zu verwenden. Glide Wrapper sind sowohl Emulatoren der Voodoo-Graphics-Grafikkarten als auch der Glide-Bibliothek, welche als Wrapper zu anderer 3D-Hardware und 3D-Beschleuniger-APIs wie DirectX agieren.

## Hintergründe
Das 1994 gegründete Unternehmen 3dfx konnte sich mit seinen 3D-Beschleunigerkarten innerhalb weniger Jahre zunächst zum ersten Marktführer entwickeln und trug entscheidend dazu bei, dass Hardwarebeschleunigung zum Standard im 3D-Spielebereich wurde. 3dfx setzte auf eine eigene Grafikschnittstelle namens Glide, die im Gegensatz zu anderen Standards wie Direct3D von Microsoft und das offene OpenGL auf die hauseigenen Chipsätze beschränkt war. Dieses Manko glich 3dfx damit wieder aus, dass, sofern mehrere Schnittstellen innerhalb eines Spiels unterstützt wurden, mit der 3dfx-Version oftmals die beste Qualität zu erzielen war. Bei einigen Spielen war eine 3dfx-Karte die einzige unterstützte 3D-Karte, wobei wiederum ein Teil hiervon diese zwingend zum Spielen voraussetzte und somit nicht einmal mehr einen Softwaremodus vorsah. Kurz nachdem sich 3dfx als Inbegriff für 3D-Beschleunigung etabliert hatte, ging es jedoch mit dem Unternehmen bergab. Die einst technisch führenden 3D-Beschleunigerkarten wurden allmählich von überlegenen Konkurrenzprodukten übertroffen, die zudem auf die beiden oben genannten übergreifenden Standards setzten. Die Übernahme von 3dfx durch den Konkurrenten nvidia im Dezember 2000 bedeutete das Ende der weiteren Entwicklung und Herstellung von 3dfx-Karten und somit der auf Glide basierenden Grafikkarten überhaupt.

## Motivation
Da von nun an 3D-Karten mit Glide-Unterstützung nicht mehr erhältlich waren, mussten bei älteren Spielen, bei denen es keine gleichwertige Alternative zur 3dfx-gestützten Beschleunigung gab, auf später erschienenen Grafikkarten Abstriche gemacht werden, die je nach Grad der Spezialisierung auf Glide unterschiedlich ausfielen. Sofern mehrere Schnittstellen unterstützt worden waren, kam es gelegentlich vor, dass nur mit einer 3dfx-Karte alle Effekte zuschaltbar waren und deshalb mit an sich technisch überlegenen Karten grafisch weniger geboten wurde als mit einer 3dfx-Karte. War die 3dfx-basierte Hardwarebeschleunigung die einzige Option neben dem Softwaremodus, so musste auf letzteren ausgewichen werden. In den genannten Fällen, wo Spiele ohne eine 3dfx-Karte erst gar nicht starteten, musste vollständig auf das entsprechende Spiel verzichtet werden.

## Funktionsweise
In diese Bresche sprangen nun Tools, für die sich schnell die Bezeichnung Glide Wrapper einbürgerte, welche die Glide-Befehle der 3dfx-Karten auf die anderen 3D-APIs abbildeten. Diese Tools waren schon vor dem Ende von 3dfx entstanden, gewannen jedoch anschließend schlagartig an Bedeutung. Mit der von den Wrappern bereitgestellten Emulation war es nun wieder möglich, die alten Spiele auch auf neuen Grafikkarten so zu spielen, als befände sich eine 3dfx-Karte im PC.

## Projekte
Die verschiedenen Glide Wrapper unterscheiden sich hauptsächlich in den unterstützten Betriebssystemen, Schnittstellen und Einstellungsmöglichkeiten. So ist beispielsweise der Wrapper Glidos auf MS-DOS-Spiele spezialisiert, unterstützt jedoch sowohl Direct3D als auch OpenGL und ermöglicht beispielsweise hochaufgelöste Texturen bei Tomb Raider, während ein anderer Wrapper, dgVoodoo, ausschließlich auf Direct3D setzt, jedoch gleichermaßen für Windows und MS-DOS konzipiert ist.
Einige der Wrapper können kostenlos heruntergeladen werden oder sind Open Source. Glidos dagegen ist kommerziell, es wird ein sich drehendes Logo im Spiel eingeblendet, das nur durch den Kauf des Programms entfernt werden kann.